# Johann Peter Schroeder

Johann Peter Schroeder

Johann Peter Schroeder (* 24. Juni 1794 in Heimbach; † 4. Oktober 1876 auf Schloss Wachendorf) war ein preußischer Politiker.
Er war vom 3. Januar 1833 bis zum 30. September 1874 Landrat des Kreises Euskirchen. Von 1850 bis 1852 fungierte er außerdem als Vertreter der Kreise Euskirchen, Mülheim am Rhein, Bergheim (Erft) und des Landkreises Köln im preußischen Abgeordnetenhaus. Am 26. September 1855 gründete er die Kreiskasse Euskirchen, Vorläufer der heutigen Kreissparkasse Euskirchen.
1857 wurde ihm der Titel Geheimer Regierungsrat verliehen. Außerdem erhielt er den Rother Adler Orden II. Klasse mit Schleife sowie den Kronenorden II. Klasse.
Am 27. Mai 1858 verlieh ihm die Stadt Euskirchen die Ehrenbürgerrechte anlässlich seines 25-jährigen Dienstjubiläums als Landrat. Er wurde damit zum ersten Ehrenbürger von Euskirchen.